# Beraldia ruficornis
Beraldia ruficornis là một loài ruồi trong họ Tachinidae.